# اورتا نوا
اورتا نوا (به ایتالیایی: Orta Nova) یک کومونه در ایتالیا است که در استان فوجا واقع شده‌است.

## خصوصیات
اورتا نوا ۱۰۳ کیلومترمربع مساحت و ۱۷٬۷۹۳ نفر جمعیت دارد و ۷۰ متر بالاتر از سطح دریا واقع شده‌است.